# Provinciale weg 583
De provinciale weg 583 (N583) is een voormalige provinciale weg in de Nederlandse provincie Limburg. Het betreft de huidige gemeentelijke weg van Geleen via Spaubeek naar Schimmert. Ten noorden van Spaubeek heeft de weg een aansluiting op de A76 richting Heerlen en Antwerpen.
De weg is uitgevoerd als tweestrooks-gebiedsontsluitingsweg met een maximumsnelheid van 80 km/h. In de gemeente Sittard-Geleen heet de weg Spaubeeklaan. In de gemeente Beek heet de weg Zandstraat, Soppestraat, Kupstraat en Dorpstraat. In de gemeente Beekdaelen Kampweg en Op de Bies.
Het eerste gedeelte van de N583 dat van de provincie aan de gemeenten werd overgedragen was het stuk tussen Geleen en de A76 in 2000 (aan de toenmalige gemeente Geleen). In 2007 is het overige deel van de N583 overgedragen aan de desbetreffende gemeenten; Beek en Nuth). Hiermee is het wegnummer officieel verdwenen, hoewel het nog op sommige bewegwijzeringsborden is overgebleven.
N62 · N69 · N251 · N252 · N253 · N254 · N255 · N256/A256 · N257 · N258 · N260 · N261 · N262 · N263 · N264 · N266 · N267 · N268 · N269 · N270/A270 · N271 · N272 · N273 · N274 · N275 · N276 · N277 · N278 · N279 · N280 · N281 · N282 · N283 · N284 · N285 · N286 · N287 · N288 · N289 · N290 · N291 · N292 · N293 · N294 · N295 · N296 · N296n · N297 · N298 · N300 · N321 · N322 · N324 · N329 · N389 · N394 · N395 · N396 · N397

N556 · N562 · N564 · N570 · N572 · N590 · N595 · N598 · N601 · N602 · N605 · N607 · N612 · N613 · N615 · N616 · N617 · N618 · N620 · N622 · N625 · N629 · N631 · N632 · N637 · N638 · N639 · N640 · N641 · N651 · N652 · N653 · N654 · N655 · N656 · N658 · N659 · N660 · N661 · N662 · N663 · N664 · N665 · N666 · N667 · N668 · N669 · N670 · N671 · N673 · N674 · N675 · N676 · N682 · N683 · N686 · N689 · N690 · N831 · N843

Voormalige provinciale wegen: N299 · N551 · N552 · N553 · N554 · N555 · N560 · N561 · N563 · N565 · N566 · N567 · N568 · N571 · N574 · N580 · N581 · N582 · N583 · N584 · N585 · N586 · N587 · N588 · N589 · N591 · N592 · N593 · N594 · N596 · N597 · N603 · N604 · N606 · N608 · N610 · N611 · N614 · N619 · N621 · N623 · N624 · N626 · N628 · N630 · N634 · N642 · N657